# Nazarin
Nazarín é um filme de drama mexicano de 1959, dirigido por Luis Buñuel. O roteiro do diretor e  Julio Alejandro adapta o romance homônimo de Benito Pérez Galdós. Foi premiado no Festival de Cannes de 1959 e selecionado pelo México para o Óscar de melhor filme estrangeiro mas não foi indicado.

## Elenco
- Francisco Rabal...Padre Nazario
- Marga López...Beatriz
- Rita Macedo...Andara
- Jesús Fernández...Hugo
- Ignacio López Tarso...Ladrão de igreja
- Luis Aceves Castañeda...Parricida
- Ofelia Guilmáin...Chanfa
- Noé Murayama...Pinto
- Rosenda Monteros...Prieta
- Victorio Blanco...Preso idoso
- Arturo Castro...Coronel
- José Chávez...Administrador da construção (creditado como José Chávez 'Trowe')
- Cecilia Leger...vendedora de frutas
- Ignacio Peón...padre

## Sinopse
Padre Nazário foi educado na Espanha e vive entre os pobres, morando num cortiço miserável na Cidade do México no início do século XX, no período de governo conhecido como "Porfirismo". Ele não se importa de ser ali constantemente roubado, praticando a caridade dando e recebendo esmolas. Numa noite ele acolhe a mentalmente instável prostituta Andara que esfaqueou outra que a roubara. Os dois são denunciados e Andara ao fugir, com a ajuda da prima Beatriz, causa o incêndio do cortiço. O padre acaba sendo acusado e perde a batina. Ele decide então peregrinar pelos campos, continuando a viver e praticar a caridade. Num povoado ele reencontra Andara e Beatriz e, a pedido delas, ajuda uma criança enferma a se recuperar. Considerado um "santo", as duas mulheres começam a segui-lo e ajudá-lo em suas ações caridosas, mas logo a polícia descobre sobre Andara e ela é feita prisioneira juntamente com o padre.

## Citação
- Padre Nazário ao preso que o feriu: "Pela primeira vez em minha vida eu tenho dificuldades em perdoar. Mas eu perdoo você. É o meu dever cristão. Mas eu também o desprezo! E me sinto culpado, não sabendo separar o desprezo do perdão".

## Ligações Externas
- Nazarín. no IMDb.